# Phenacohelix tholoides
Phenacohelix tholoides är en snäckart som först beskrevs av Suter 1907.  Phenacohelix tholoides ingår i släktet Phenacohelix och familjen Charopidae. Inga underarter finns listade i Catalogue of Life.